# Empoli Football Club 1955-1956
Questa voce raccoglie le informazioni riguardanti l'Empoli Football Club nelle competizioni ufficiali della stagione 1955-1956.

## Rosa
| N. |                   | Ruolo | Calciatore          |
| -- | ----------------- | ----- | ------------------- |
|    | Italia (bandiera) | P     | Francesco Bachi     |
|    | Italia (bandiera) | C     | Aldo Bartolini      |
|    | Italia (bandiera) | C     | Mario Begni         |
|    | Italia (bandiera) | P     | Ottavio Bertini     |
|    | Italia (bandiera) | D     | Ferruccio Bimbi     |
|    | Italia (bandiera) | D     | Giancarlo Bruni     |
|    | Italia (bandiera) | A     | Casani              |
|    | Italia (bandiera) | C     | Umberto Castiglioni |
|    | Italia (bandiera) | C     | Silvio Doni         |
|    | Italia (bandiera) | A     | Libero Guidi        |
|    | Italia (bandiera) | C     | Lazzeri (II)        |
|    | Italia (bandiera) | A     | Vezio Lazzeri (I)   |
|    | Italia (bandiera) | C     | Luigi Lenzi         |
|    | Italia (bandiera) | A     | Carlo Maluta        |

| N. |                   | Ruolo | Calciatore        |
| -- | ----------------- | ----- | ----------------- |
|    | Italia (bandiera) | D     | Alfio Mandich     |
|    | Italia (bandiera) | C     | Bruno Mezzacapo   |
|    | Italia (bandiera) | C     | Valentino Morelli |
|    | Italia (bandiera) | C     | Pasquale Morisco  |
|    | Italia (bandiera) | C     | Mario Nesti       |
|    | Italia (bandiera) | A     | Nofri             |
|    | Italia (bandiera) | A     | Marco Livio Novi  |
|    | Italia (bandiera) | D     | Giorgio Pampana   |
|    | Italia (bandiera) | A     | Pizzi             |
|    | Italia (bandiera) | A     | Enzo Riccomini    |
|    | Italia (bandiera) | A     | Rossi             |
|    | Italia (bandiera) | A     | Silei             |
|    | Italia (bandiera) | A     | Giuseppe Taddei   |